# 自然-神经科学
《自然-神经科学》（英文：Nature Neuroscience）是《自然》雜誌的神经科学分册，也是该领域经由同行评审的权威科学期刊。该杂志由自然出版集团按每月一期出版，2014年度的影响因子为16.095。